# Another Monty Python Record
Another Monty Python Record è il secondo album studio del gruppo comico britannico Monty Python inciso nel 1971.
Molti sketch fanno parte del Monty Python's Flying Circus, anche se alcuni sono inediti.

## Tracce

### Lato A
1. Apologies - 2:00
2. Spanish Inquisition - 2:49
3. World Forum - 4:00
4. Gumby Theatre, etc. - 2:58
5. Architect Sketch - 4:10
6. The Piranha Brothers - 9:50

### Lato B
1. Penguin on the TV - 2:58
2. Comfy Chair/Sound Quiz - 3:29
3. Be A Great Actor/Theatre Critic - 4:21
4. Royal Festival Hall Concert - 4:09
5. Spam - 2:24
6. The Judges - 1:26
7. Stake Your Claim - 3:27
8. Still No Sign of Land (Lifeboat)/Undertaker - 5:29